# Synomelix albipes
Synomelix albipes är en stekelart som först beskrevs av Johann Ludwig Christian Gravenhorst 1829.  Synomelix albipes ingår i släktet Synomelix och familjen brokparasitsteklar. Arten är reproducerande i Sverige. Utöver nominatformen finns också underarten S. a. facialis.